# Amersfoort
Amersfoort est une agglomération et la seconde plus grande ville de la province d'Utrecht sur le fleuve Eem aux Pays-Bas. Située au carrefour de deux lignes de train parmi les plus grandes du pays (est-ouest et nord-sud), c'est un des principaux nœuds ferroviaires des Pays-Bas. Amersfoort, qui a su préserver intact son centre historique, continue de se développer à un rythme soutenu (sa population est de 163 298 habitants en 2024). La ville a célébré en 2009 le jubilé de ses 750 ans.

## Centres urbains
L'agglomération urbaine d’Amersfoort regroupe les villes d’Amersfoort, Hoogland, Hooglanderveen, Stoutenburg Noord, Kattenbroek.

## Histoire
Des chasseurs-cueilleurs s'établirent dans la région d’Amersfoort au mésolithique. Les archéologues ont retrouvé des traces de campements au nord de Amersfoort, comme les restes de foyers, et quelques objets microlithiques en silex.
On retrouve de nouvelles traces d'habitats dans la région vers 1000 av. J. Chr., mais le toponyme d’Amersfoort, qui renvoie à un gué de l’Amer, une rivière appelée aujourd’hui l’Eem, n'apparaît pas dans les sources écrites avant le XIe siècle. La ville s'est construite autour de ce qu'on appelle aujourd’hui le « Hof » (cour centrale), où les évêques d’Utrecht avaient établi leur siège pour y contrôler la « vallée de Gueldre » (Gelderse vallei). La ville reçut une charte de l'évêque d'Utrecht, Henri de Vianden, en 1259.
Une première enceinte fortifiée, faite de brique, fut achevée vers 1300, mais il devint bientôt évident qu'il fallait agrandir cette enceinte et vers 1380 on entreprit la construction d'une nouvelle muraille, travail qui fut mené à terme en 1450. La célèbre Koppelpoort, qui tient à la fois du pont et du pont levis, fait partie de cette seconde enceinte. L'enceinte intérieure fut abattue, permettant la création de nouvelles maisons dites Muurhuizen : ainsi l'actuelle Muurhuizenstraat reprend l'emplacement exact de cette muraille primitive ; les façades des maisons sont construites sur les fondations mêmes du mur.

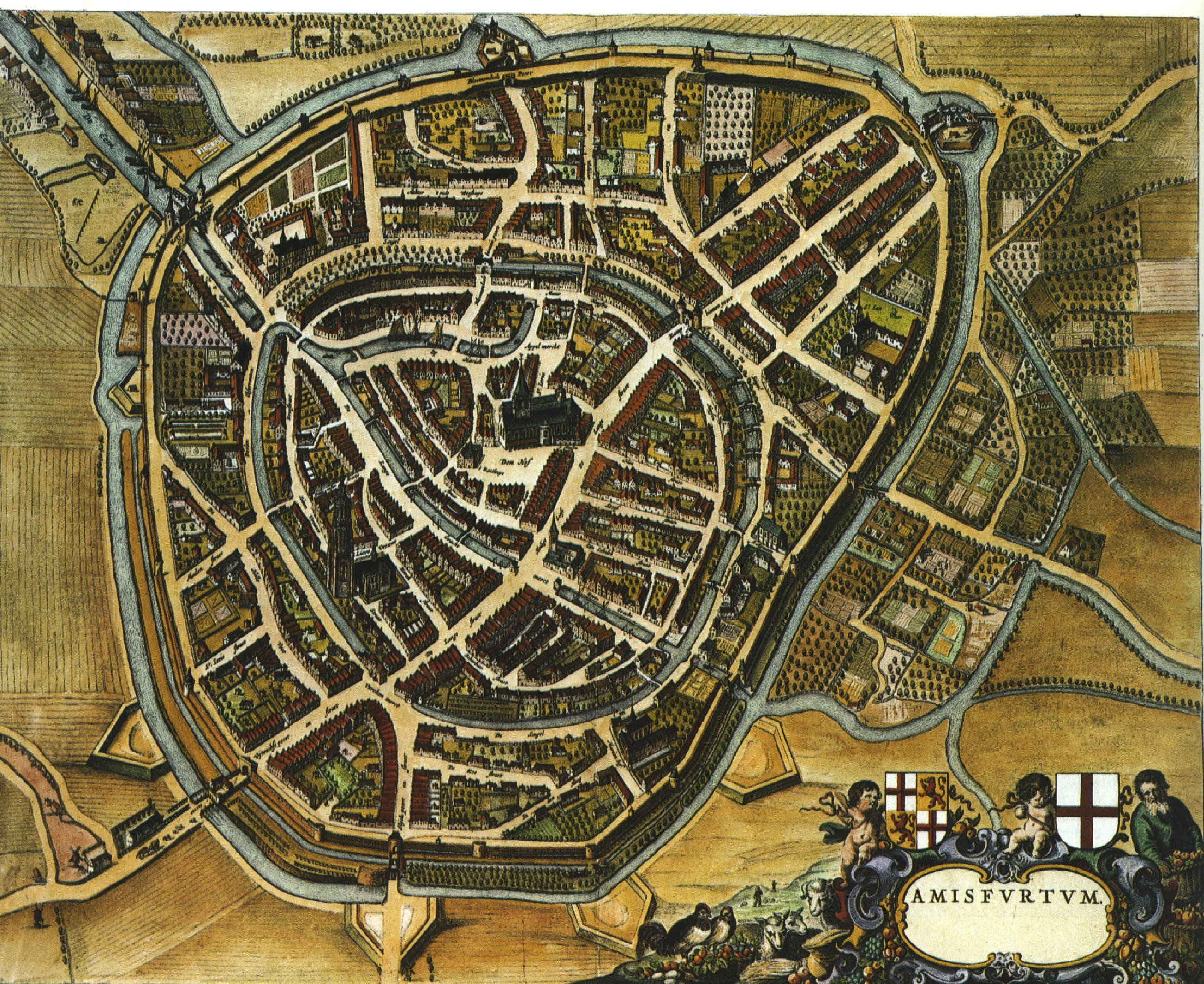
Carte tirée de Toonneel der Steden van de Vereenighde Nederlanden de Joan Blaeu (1652).

Durant la guerre des Hameçons et des Cabillauds, du 1er au 8 novembre 1427, le duc Philippe le Bon assiège la ville mais n'arrive pas à la prendre,,.
Avec ses 98 m, la tour Notre Dame (Onze-Lieve-Vrouwentoren) est l'une des plus hautes tours lanternes de cathédrale aux Pays Bas. L’église, dont la construction avait commencé en 1444, fut détruite par une explosion en 1787, mais sa tour a subsisté, et l’on peut toujours discerner aujourd’hui le plan au sol de l'église aux différentes pierres qui ont été mises en œuvre pour le pavage. Cette tour sert de point de référence au canevas RD, le système de coordonnées utilisé par le service géodésique des Pays-Bas: les coordonnées RD de la tour sont (155,000 ; 463,000).
Le centre–ville d’Amersfoort a été préservé pratiquement intact depuis le Moyen Âge. Outre la Tour Notre-Dame, le pont de la Koppelpoort et la rue des Muurhuizen, on peut encore y voir l'église Saint-Georges (nl). Les canaux médiévaux et leurs ponts, les vieilles maisons ajoutent au pittoresque et sont presque tous classés monuments historiques. Au Moyen Âge, Amersfoort était un centre important de l’industrie textile, et il y avait aussi de nombreuses brasseries.
Au XVIIe siècle, le marquis d'Aubigné, frère aîné de Madame de Maintenon, y étant en poste, ainsi qu'à Elburg, sa sœur lui adressa plusieurs lettres.
Par ailleurs, c'est à Amsterdam où il arriva en mars 1755 que Laurent Angliviel de La Beaumelle publia ses Mémoires pour servir à l'Histoire de Mme de Maintenon et à celle du siècle passé (en 6 volumes) suivis de ses Lettres (en 9 volumes), à partir d'un mémoire et de lettres achetées à Louis Racine, le 13 novembre 1750; afin de faire obstacle à une tentative de contrefaçon du libraire Gosse, il en donnera une seconde édition remaniée en septembre de la même année (expédiée en février 1756).
Au XVIIIe siècle, la ville fit sa fortune sur la culture du tabac avant d'entrer en déclin à partir de 1800 ; déclin qui ne s'interrompit qu'avec l'arrivée du chemin de fer en 1863, et l'implantation d'une grande caserne avec de nombreux régiments d'infanterie et de cavalerie : les autorités se défiaient apparemment de la politique impérialiste de la Prusse dès cette époque. La croissance s’essoufla de nouveau dans les années 1920, jusqu'à ce qu'en 1970 le gouvernement choisisse de faire d’Amersfoort, alors peuplée de 70 000 habitants, une métropole d'équilibre : si bien qu'en 2009 la population s'établit à plus de 140 000 habitants, avec un objectif fixé à 150 000 d'ici 2012.

### Pendant la Seconde Guerre mondiale
Dans la mesure où Amersfoort, avec huit casernes, était la plus grande ville de garnison des Pays Bas lorsqu'éclata la Seconde Guerre mondiale, toute sa population (43 000 habitants à l'époque) fut évacuée devant l'avance allemande en mai 1940. Après quatre jours de combat, on autorisa la population à regagner la ville.
Il y avait avant la guerre une petite communauté juive de 700 membres. La moitié d'entre eux furent déportés et tués, surtout à Auschwitz et Sobibor. En 1943, la synagogue, qui datait de 1727, fut profanée par l'autorité d'occupation. Reconstruite et de nouveau ouverte aux fidèles, elle a accueilli plusieurs générations de rabbins depuis la Libération.
Il y avait près de la ville, précisément à Leusden, un camp de concentration, appelé officiellement Polizeiliches Durchgangslager Amersfoort (Camp de transit policier d’Amersfoort), mais plus connu comme le Kamp Amersfoort. À la Libération, le responsable du camp, Joseph Kotälla, fut condamné à mort.

## Galerie

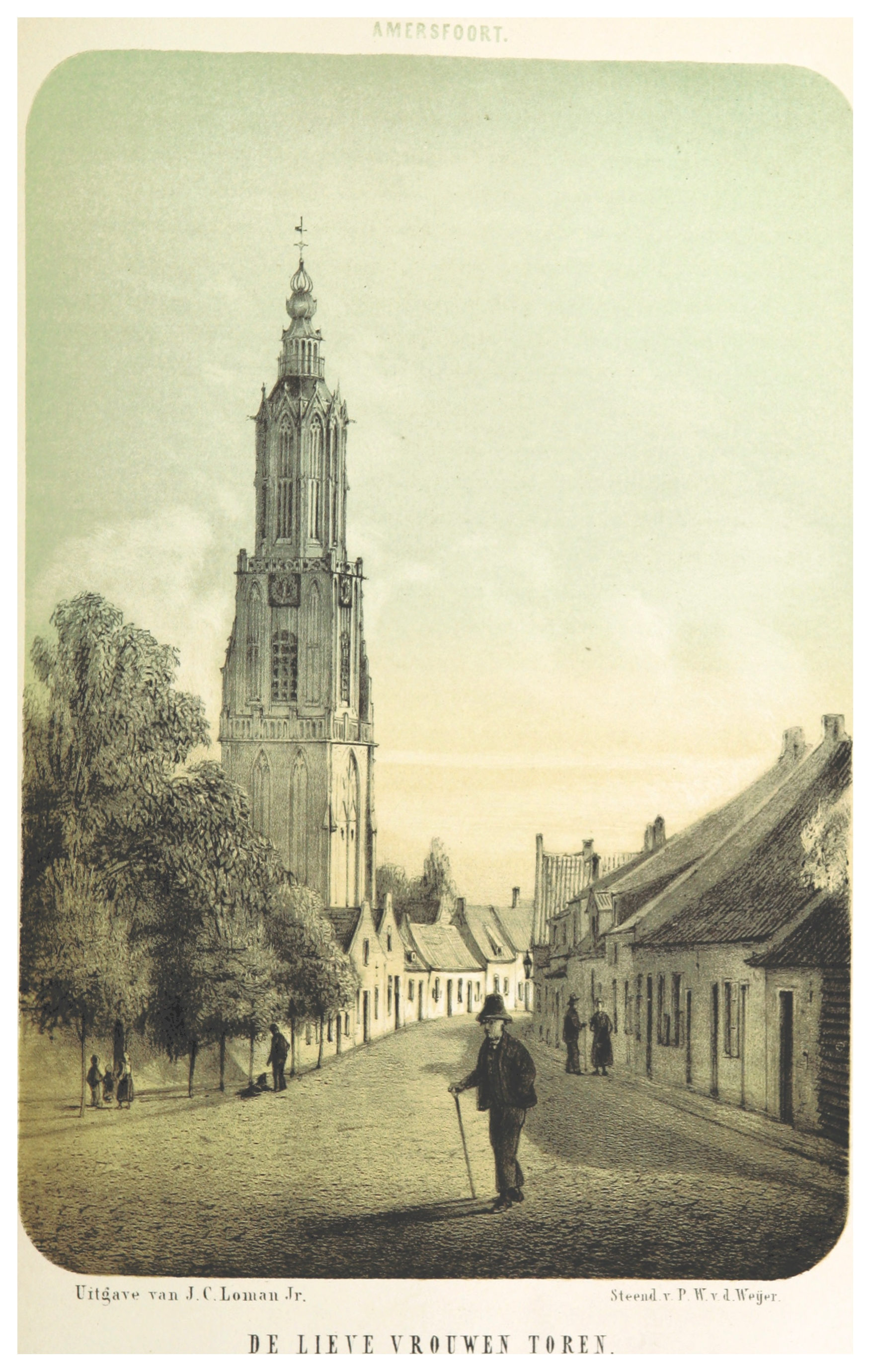
Amersfoort 1855, avec le clocher de l'église Notre-Dame.
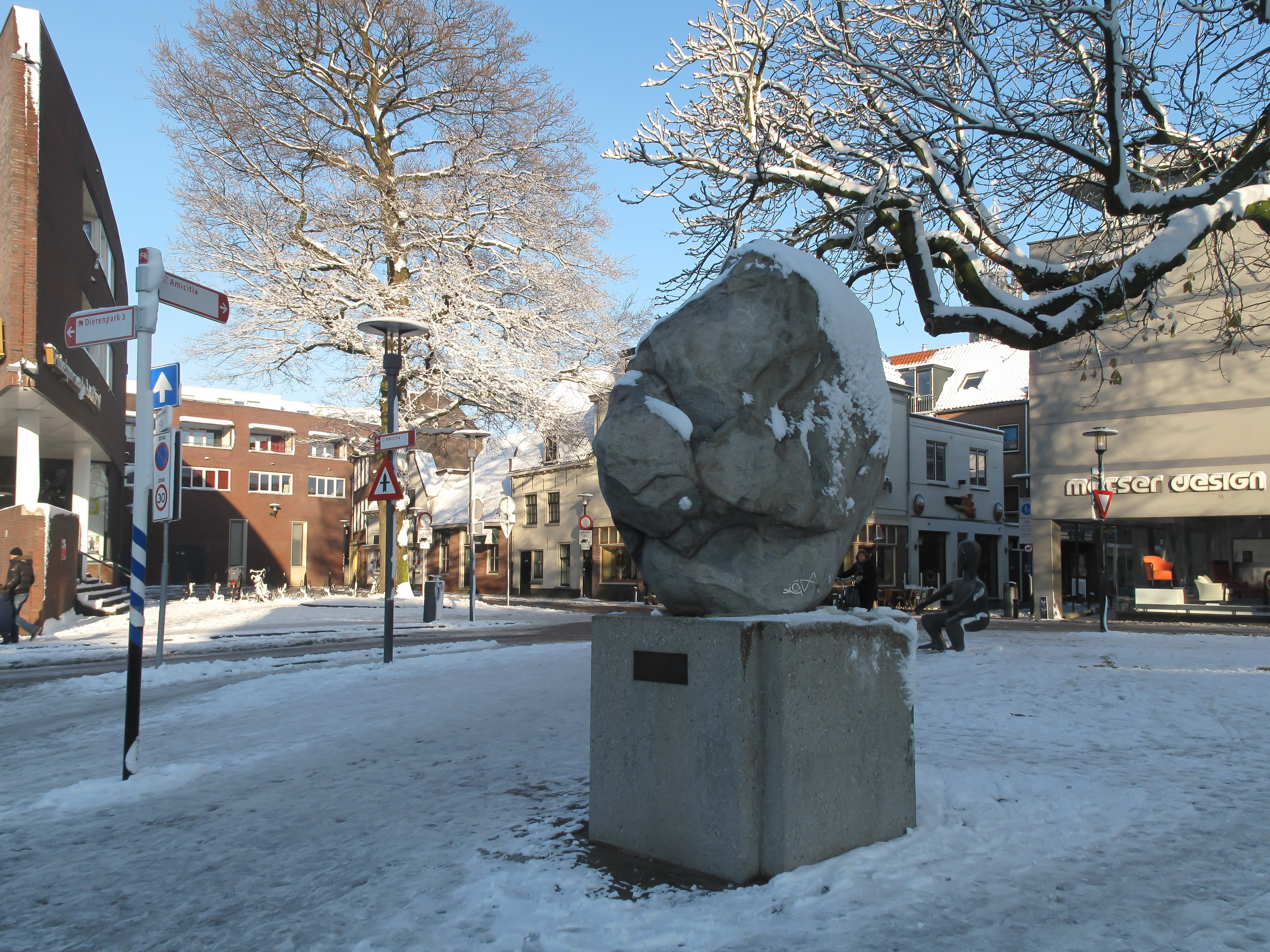
Amersfoort, Amersfoortse Kei, bloc erratique.
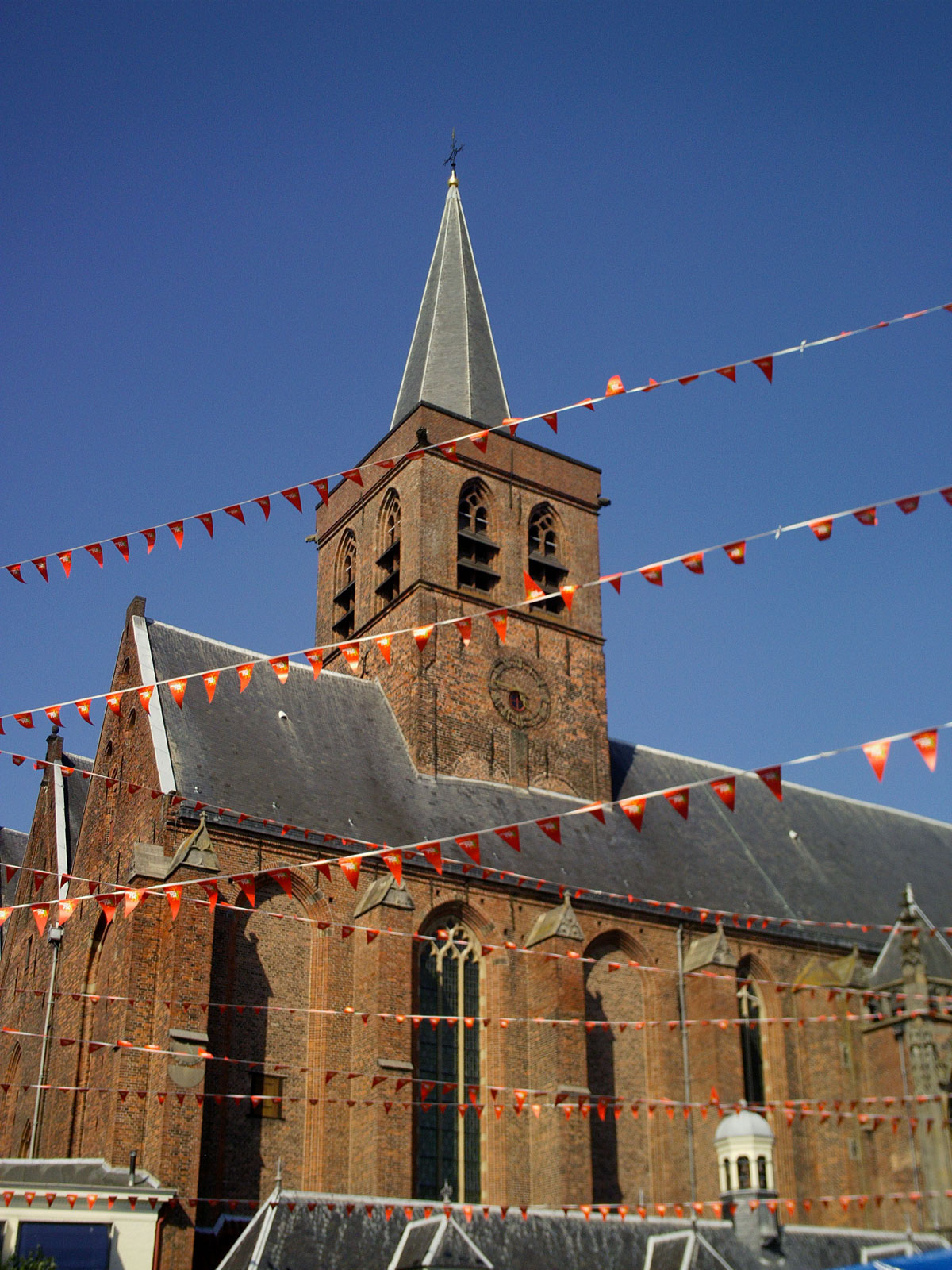
Amersfoort, église Saint-Georges (Sint-Joriskerk).
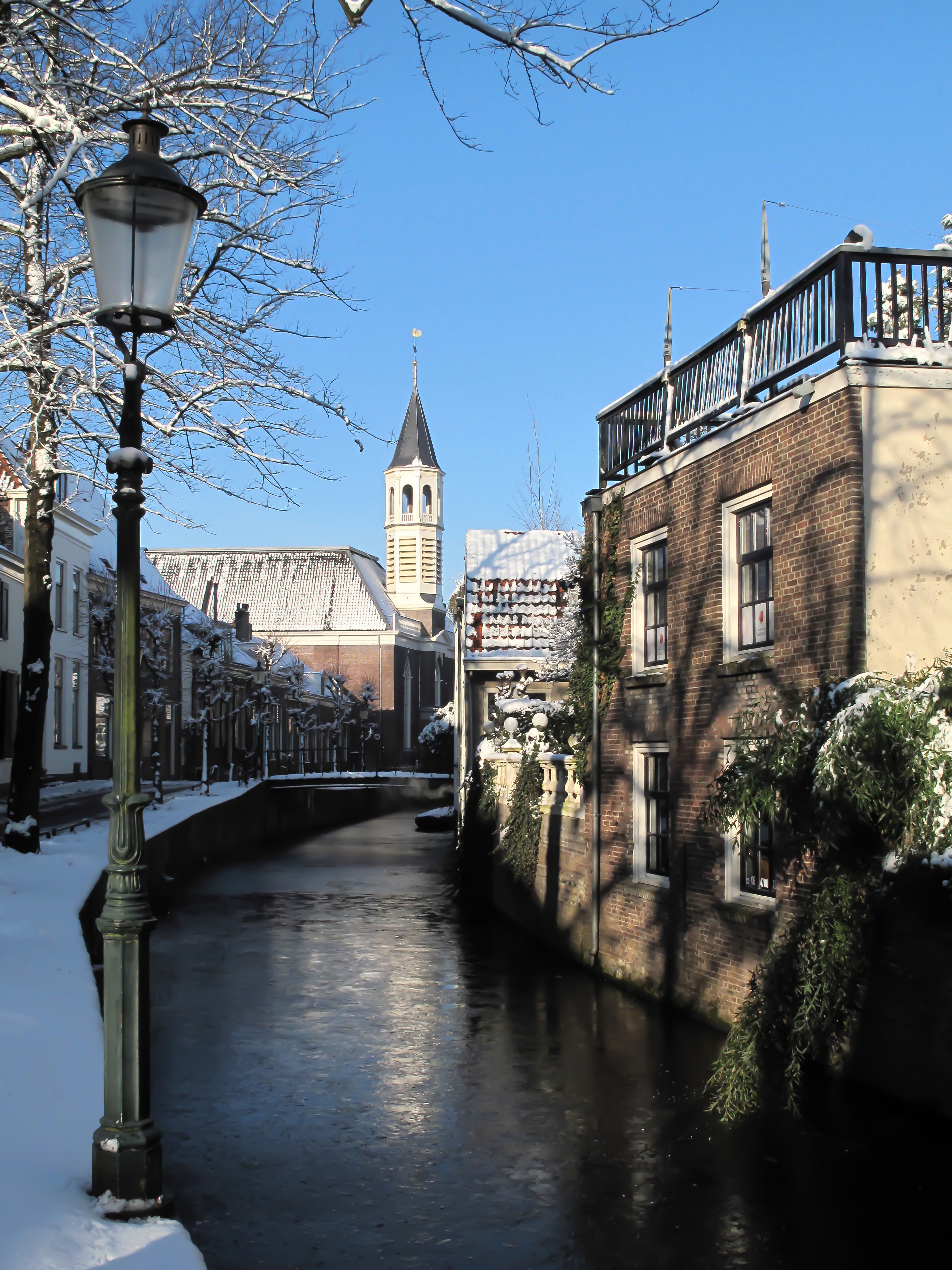
Amersfoort, église dite Elleboogkerk sur le Langegracht.
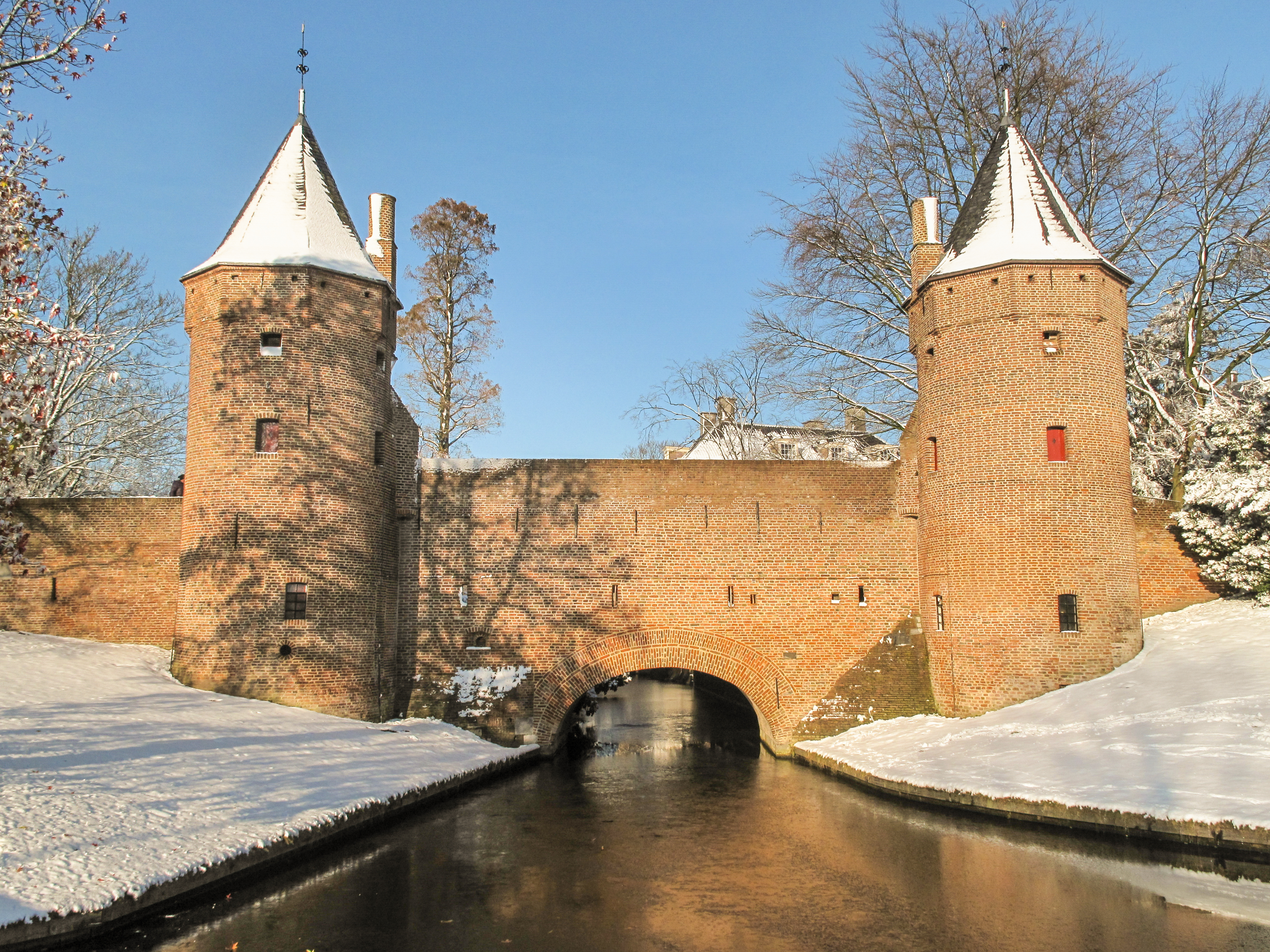
Amersfoort, Monnikendam, ancienne porte de ville.
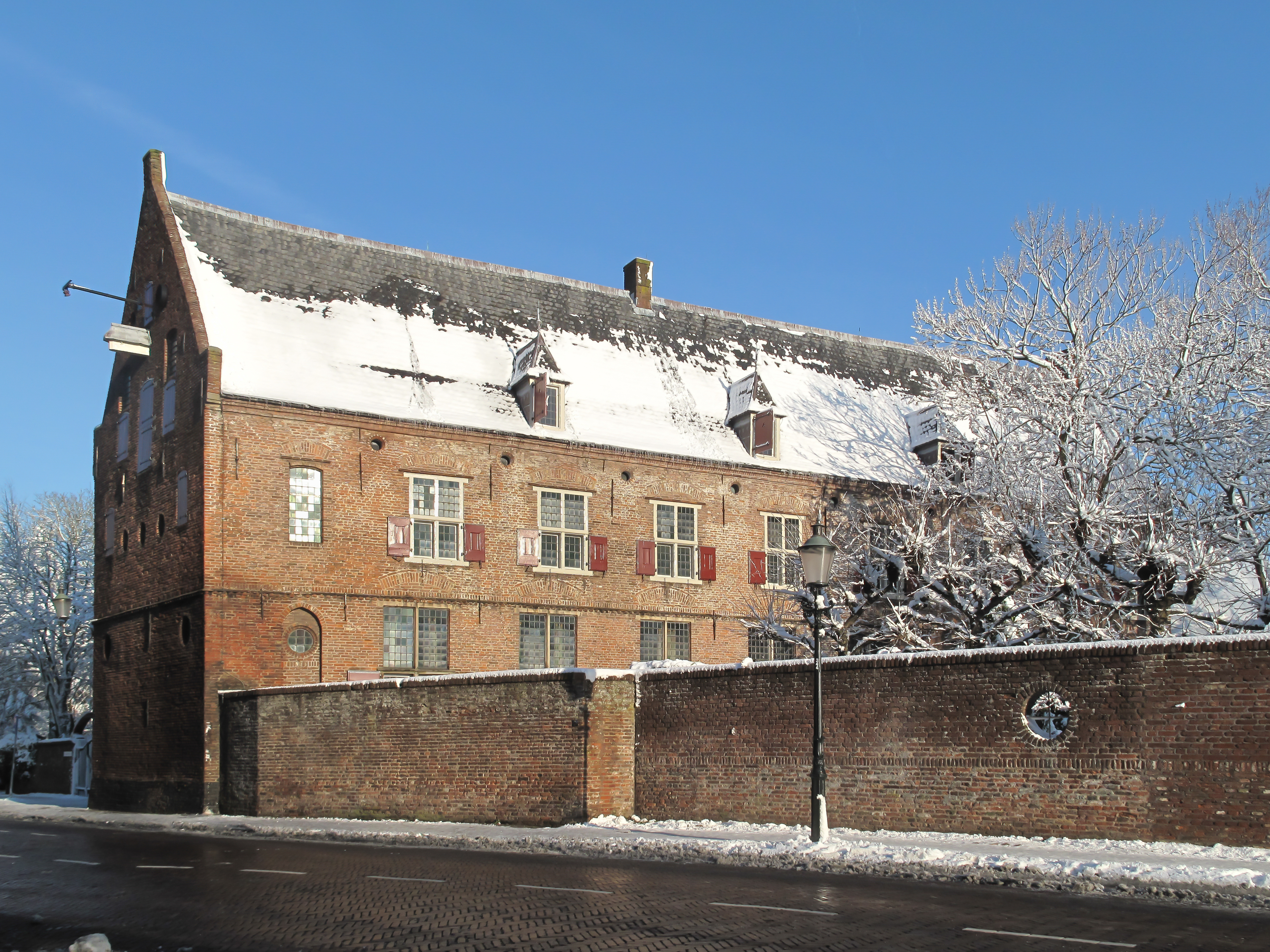
Amersfoort, Mariënhof, ancien couvent.
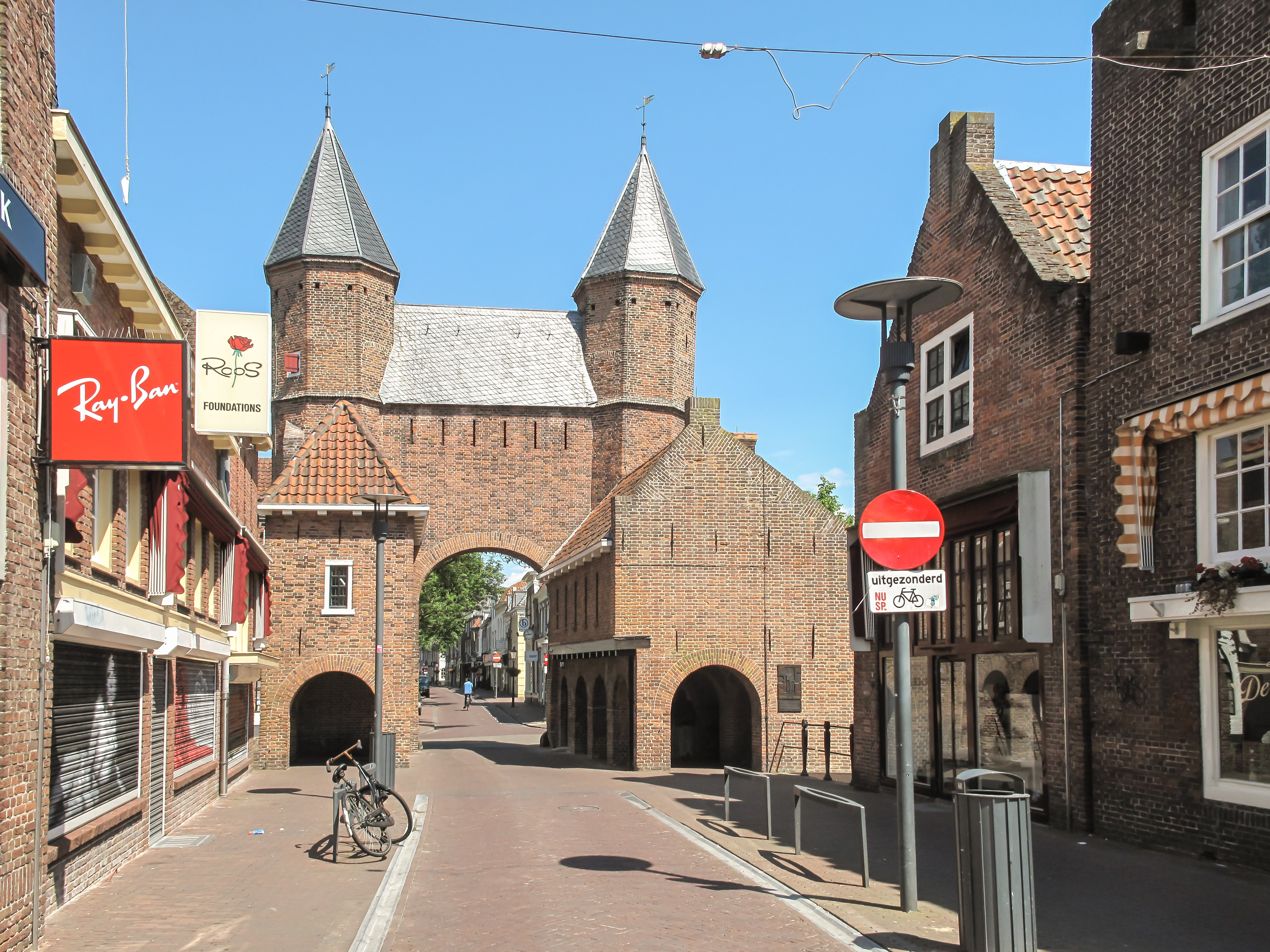
Amersfoort, Kamperbinnenpoort, ancienne porte de ville.
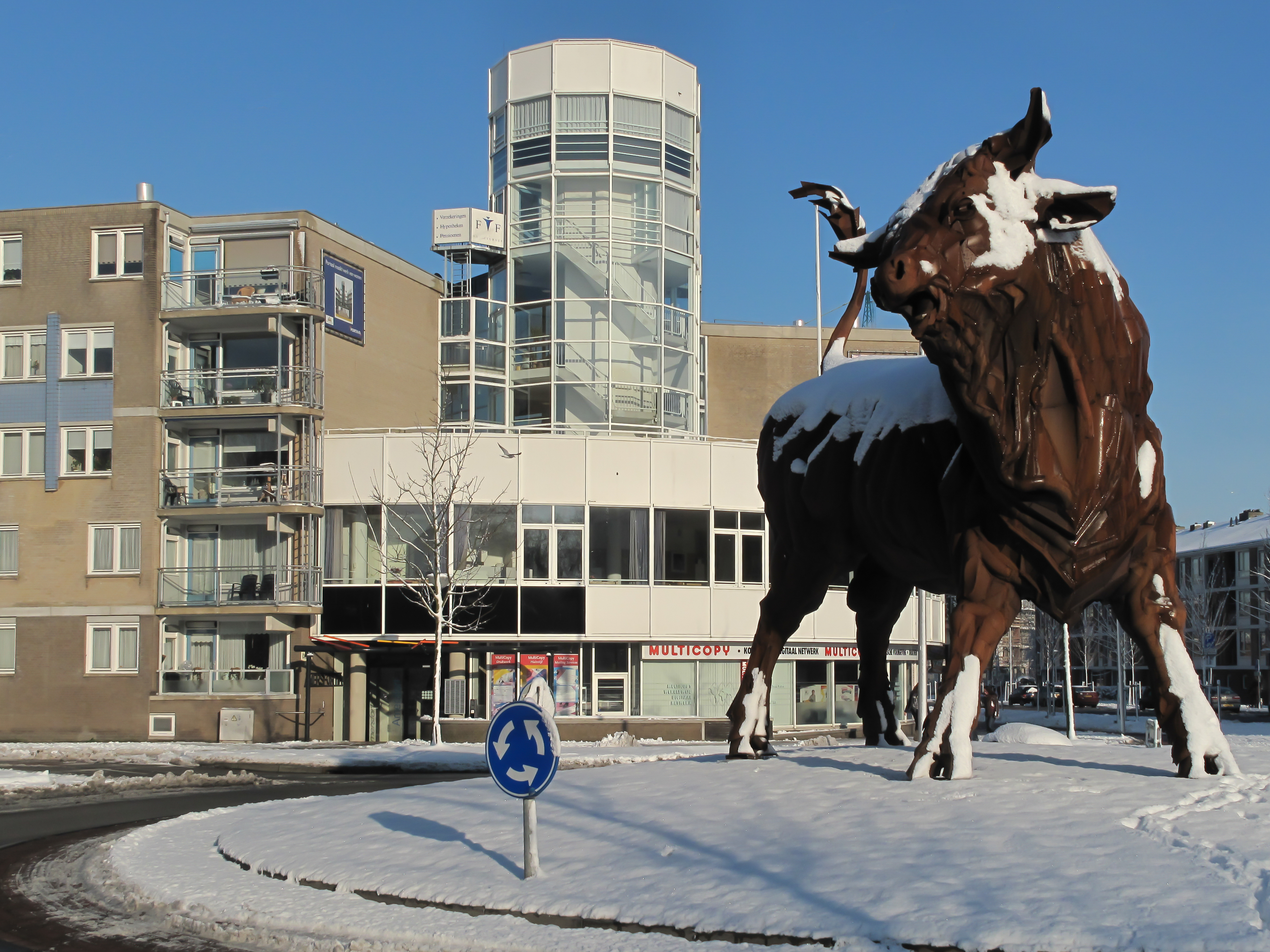
Amersfoort, taureau sur le rond-point près de Het Kamp.

## Personnalités
- Johan van Oldenbarnevelt (1547-1619), y est né.
- François Joseph van Lilaar (1737-1820), est un homme politique néerlandais
- Steven Camp (1753-1812), homme politique néerlandais
- Martinus Kuytenbrouwer (1821-1897), peintre à la Cour de Léopold II et de Napoléon III
- Piet Mondrian (1872-1944), peintre néerlandais
- Lisbeth Birman-Oestreicher (1902-1989), artiste textile
- Kris Kremers et Lisanne Froon, deux jeunes filles disparues lors d'une randonnée au Panama
- Jeroen de Man (1980), acteur et metteur en scène néerlandais.
- Florence Vos Weeda (1996-), actrice néerlandaise
- Femke Bol (2000-), athlète néerlandaise
- Mees Hilgers (2001-), footballeur néerlandais, y est né
- Erik van Heijningen (1991-), acteur néerlandais, y est né
- Nabil Khachab (2000-), kickboxeur néerlandais, y est né
- Puck Pieterse (2002-), coureuse cycliste néerlandaise, y est née